# Риђевштица
Риђевштица је насеље у Србији у општини Трстеник у Расинском округу. Према попису из 2022. било је 337 становника (према попису из 1991. било је 688 становника).

## Демографија
У насељу Риђевштица живи 404 пунолетна становника, а просечна старост становништва износи 41,2 година (41,2 код мушкараца и 41,3 код жена). У насељу има 139 домаћинстава, а просечан број чланова по домаћинству је 3,71.
Ово насеље је великим делом насељено Србима (према попису из 2002. године), а у последња три пописа, примећен је пад у броју становника.
|  |

| Демографија | Демографија | Демографија |
| Година      | Становника  | Становника  |
| ----------- | ----------- | ----------- |
| 1948.       | 986         |             |
| 1953.       | 1.023       |             |
| 1961.       | 1.056       |             |
| 1971.       | 918         |             |
| 1981.       | 823         |             |
| 1991.       | 688         | 593         |
| 2002.       | 515         | 610         |

| Етнички састав према попису из 2002.‍ | Етнички састав према попису из 2002.‍ | Етнички састав према попису из 2002.‍ | Етнички састав према попису из 2002.‍ | Етнички састав према попису из 2002.‍ |
| ------------------------------------ | ------------------------------------ | ------------------------------------ | ------------------------------------ | ------------------------------------ |
|                                      |                                      |                                      |                                      |                                      |
| Срби                                 | Срби                                 |                                      | 513                                  | 99,61%                               |
| Мађари                               | Мађари                               |                                      | 1                                    | 0,19%                                |
| Југословени                          | Југословени                          |                                      | 1                                    | 0,19%                                |
| непознато                            | непознато                            |                                      | 0                                    | 0,0%                                 |

| Година пописа     | 1948. | 1953. | 1961. | 1971. | 1981. | 1991. | 2002. |
| ----------------- | ----- | ----- | ----- | ----- | ----- | ----- | ----- |
| Број домаћинстава | 148   | 167   | 192   | 182   | 173   | 152   | 139   |

| Број чланова      | 1  | 2  | 3  | 4  | 5  | 6  | 7  | 8 | 9 | 10 и више | Просек |
| ----------------- | -- | -- | -- | -- | -- | -- | -- | - | - | --------- | ------ |
| Број домаћинстава | 21 | 30 | 16 | 25 | 15 | 17 | 12 | 2 | 1 | 0         | 3,71   |

| Пол    | Укупно | Неожењен/Неудата | Ожењен/Удата | Удовац/Удовица | Разведен/Разведена | Непознато |
| ------ | ------ | ---------------- | ------------ | -------------- | ------------------ | --------- |
| Мушки  | 204    | 41               | 142          | 18             | 3                  | 0         |
| Женски | 219    | 27               | 145          | 39             | 5                  | 3         |
| УКУПНО | 423    | 68               | 287          | 57             | 8                  | 3         |

| Пол    | Укупно                    | Пољопривреда, лов и шумарство | Рибарство                            | Вађење руде и камена | Прерађивачка индустрија       |
| ------ | ------------------------- | ----------------------------- | ------------------------------------ | -------------------- | ----------------------------- |
| Мушки  | 124                       | 102                           | 0                                    | 0                    | 11                            |
| Женски | 59                        | 54                            | 0                                    | 0                    | 1                             |
| УКУПНО | 183                       | 156                           | 0                                    | 0                    | 12                            |
| Пол    | Производња и снабдевање   | Грађевинарство                | Трговина                             | Хотели и ресторани   | Саобраћај, складиштење и везе |
| Мушки  | 0                         | 2                             | 4                                    | 0                    | 4                             |
| Женски | 1                         | 0                             | 1                                    | 0                    | 0                             |
| УКУПНО | 1                         | 2                             | 5                                    | 0                    | 4                             |
| Пол    | Финансијско посредовање   | Некретнине                    | Државна управа и одбрана             | Образовање           | Здравствени и социјални рад   |
| Мушки  | 0                         | 0                             | 1                                    | 0                    | 0                             |
| Женски | 0                         | 0                             | 1                                    | 1                    | 0                             |
| УКУПНО | 0                         | 0                             | 2                                    | 1                    | 0                             |
| Пол    | Остале услужне активности | Приватна домаћинства          | Екстериторијалне организације и тела | Непознато            | Непознато                     |
| Мушки  | 0                         | 0                             | 0                                    | 0                    | 0                             |
| Женски | 0                         | 0                             | 0                                    | 0                    | 0                             |
| УКУПНО | 0                         | 0                             | 0                                    | 0                    | 0                             |

## Познате личности
- Дионисије Пантелић, српски схи-архимандрит
- Меланија Пантелић, српска игуманија